# Minuskuł 16
Minuskuł 16 (według numeracji Gregory-Aland), ε 449 (von Soden) – rękopis Nowego Testamentu z tekstem czterech Ewangelii, pisany minuskułą na pergaminie w języku greckim oraz łacińskim z XIV wieku. Tekst pisany jest w czterech kolorach. Należał niegdyś do Katarzyny Medycejskiej, obecnie przechowywany jest w Paryżu.

## Opis rękopisu
Kodeks zawiera tekst czterech Ewangelii, na 361 pergaminowych kartach (31,6 cm na 25,2 cm). Tekst rękopisu pisany jest dwoma kolumnami na stronę, 26 linijek w kolumnie. Lewa kolumna zawiera tekst grecki, prawa kolumna zawiera łaciński tekst Wulgaty. Rękopis zawiera także na końcu synaksarion, tj. księgę liturgiczną z żywotami świętych.
Skryba stosował cztery kolory. Narracja pisana jest w kolorze cynobru, słowa Jezusa, genealogie Jezusa oraz wypowiedzi aniołów są w kolorze karmazynowym, cytaty ST-owe oraz wypowiedzi pozytywnych postaci pisane są na niebiesko, wypowiedzi faryzeuszy, uczonych w Piśmie, Judasza, centuriona oraz szatana są na czarno.
Tekst Ewangelii dzielony jest według κεφαλαια (rozdziałów) oraz według Sekcji Ammoniusza, których numery umieszczono na marginesie. Podział na Sekcje Ammoniusza zastosowano w Ewangelii Mateusza i Marka, nie zostały też one opatrzone odniesieniami do Kanonów Euzebiusza. Tekst ewangelii zawiera τιτλοι (tytuły). Ponadto przed każdą z Ewangelii umieszczone zostały listy κεφαλαια (spis treści). Zawiera kilka ilustracji, na marginesach umieszczono noty do czytań liturgicznych, na końcu każdej Ewangelii znajduje się subscriptio.
Rękopis wykonany został wielkim kosztem, który wskazuje że sporządzono go na potrzeby dworu królewskiego, jednak nigdy nie został ukończony.

## Tekst
Grecki tekst Ewangelii reprezentuje bizantyńską tradycję tekstualną. Hermann von Soden zaklasyfikował go do rodziny tekstualnej Iβb, co oznacza, że zawiera nieco cezarejskich naleciałości.
Aland nie sporządził dlań profilu tekstualnego i nie zaklasyfikował do żadnej kategorii.
Wraz z rękopisami 119, 217, 330, 491, 578, 693, 1528 oraz 1588 tworzy grupę rękopisów, nazwaną grupą 16. Pod względem tekstualnym najbliższym jest minuskuł 1528, z którym tworzy parę tekstualną.

## Historia
Paleograficznie rękopis datowany jest na wiek XIV.
Rękopis należał niegdyś do rodziny Strozzich z Florencji, następnie do Katarzyny Medycejskiej, która sprowadziła go do Paryża. Na listę rękopisów Nowego Testamentu wciągnął go Wettstein.
Obecnie przechowywany jest we Francuskiej Bibliotece Narodowej (Gr. 54) w Paryżu.
Rękopis badał Scholz (tylko Ewangelię Marka) oraz Paulin Martin.
Nie jest cytowany w krytycznych wydaniach greckiego Novum Testamentum Nestle–Alanda (NA26, NA27).